# Мультивектор

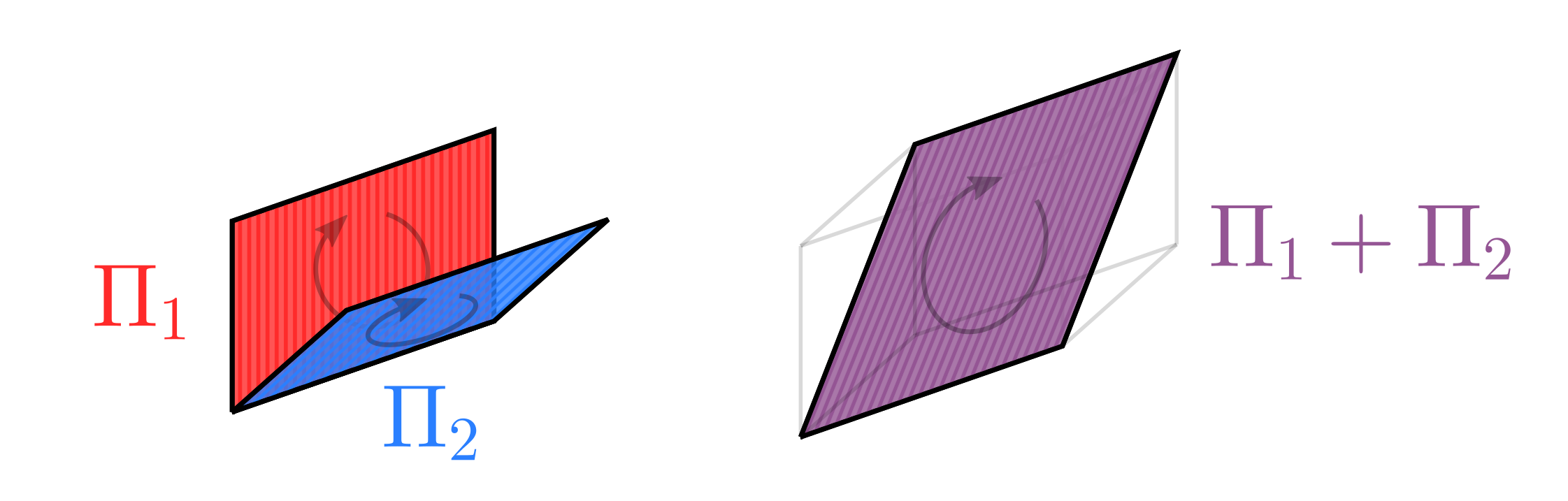
Сумма 2-мультивекторов

Мультивектор — элемент внешней алгебры, представляющий собой сумму поливекторов (векторов, бивекторов, тривекторов и т. д.). 
Любой поливектор (k-вектор) можно представить как сумму k-лезвий (простых k-векторов), где каждое k-лезвие в свою очередь разложимо на внешнее произведение векторов количеством k штук.
2-лезвие может быть геометрически представлено как ориентированная плоскость в пространстве любой размерности и может использоваться для представления вращения в нём. 
n-вектор в пространстве размерности n называется псевдоскаляром, тогда как (n-1)-вектор называется псевдовектором. Так, псевдовектором трёхмерного пространства является любой бивектор.
Сумма 1-вектора и скаляра также известна как паравектор.
k-вектор дуален к k-форме.
Свойства:
- Любая линейно независимая система векторов {\displaystyle a_{1},a_{2},\dots ,a_{k}} из {\displaystyle V} определяет ненулевой k-вектор;
- Линейно независимые системы {\displaystyle a_{1},a_{2},\dots ,a_{k}} и {\displaystyle b_{1},b_{2},\dots ,b_{k}} порождают одно и то же подпространство в {\displaystyle V} в том и только в том случае, когда 
    {\displaystyle a_{1}\wedge a_{2}\wedge \dots \wedge a_{k}=\lambda b_{1}\wedge b_{2}\wedge \dots \wedge b_{k}};
- Для любого ненулевого поливектора {\displaystyle t\in \bigwedge \nolimits ^{k}V} его аннулятор {\displaystyle \operatorname {Ann} t=\{v\in V|t\wedge v=0\}} есть подпространство размерности {\displaystyle \leq k}, причём поливектор {\displaystyle t} разложим тогда и только тогда, когда {\displaystyle \dim \operatorname {Ann} t=k};
- Разложимые k-векторы n-мерного пространства V образуют коническое алгебраическое многообразие в {\displaystyle \Lambda ^{k}(V)} соответствующее проективное алгебраическое многообразие есть многообразие Грассмана;
- Любой ненулевой n-вектор или (n − 1)-вектор в n-мерном пространстве разложим;
- Бивектор {\displaystyle t} разложим тогда и только тогда, когда {\displaystyle t\wedge t=0};
- Если фиксировать ненулевой {\displaystyle n}-вектор {\displaystyle \omega \in \bigwedge \nolimits ^{n}(V)}, то возникает естественный изоморфизм:
{\displaystyle \pi :\bigwedge \nolimits ^{k}(V)\to \bigwedge \nolimits ^{n-k}(V)}
такой, что {\displaystyle t\wedge u=\langle \pi (t),u\rangle \omega } для всех {\displaystyle u\in \bigwedge \nolimits ^{n-k}(V)}.